# Myrmecia aberrans
Espèce
Myrmecia aberrans est une espèce de fourmi originaire d'Australie. Les plus fortes populations de cette fourmi se trouvent dans le sud du pays.
L'espèce est décrite pour la première fois en 1900.

## Nom vernaculaire et classement
Du fait de son agressivité, cet insecte social est aussi connu sous le nom vernaculaire de « fourmi bouledogue ».
Il est aussi couramment appelé « fourmi bouledogue à larges joues ».
La fourmi bouledogue appartient au genre Myrmecia, à la sous-famille Myrmeciinae.
La plupart des ancêtres des fourmis du genre Myrmecia n'ont été retrouvés que dans des fossiles, à l’exception de Nothomyrmecia macrops, seul parent vivant actuellement.

## Biologie
La taille moyenne de Myrmecia aberrans est d'environ 12 mm de long. Cette fourmi possède généralement une stature robuste, proche de celle de Myrmecia pilosula, et des mandibules très courtes. Son corps, de couleur noire, est couvert de fins poils courts et épars d'un roux jaunâtre.